# Hara (Kuusalu)
Hara – wieś w Estonii, w prowincji Harju, w gminie Kuusalu.